# Изворово (Добричская область)
Изворово (болг. Изворово) — село в Болгарии. Находится в Добричской области, входит в общину Генерал-Тошево. Население составляет 291 человек.

## Политическая ситуация
В местном кметстве Изворово, в состав которого входит Изворово, должность кмета (старосты) исполняет Петыр Бонев Георгиев (коалиция в составе 3 партий: Политическое движение социал-демократов (ПДСД), Болгарская социалистическая партия (БСП), ПДСД,БСП) по результатам выборов.
Кмет (мэр) общины Генерал-Тошево — Димитр Михайлов Петров (коалиция в составе 2 партий: Политическое движение социал-демократов (ПДСД), Болгарская социалистическая партия (БСП)) по результатам выборов.